# Burg Gippichen
Die Burg Gippichen, auch Gypchen genannt, ist eine abgegangene Burg im Bereich des heutigen Wohnplatzes Ippichen des Stadtteils Kinzigtal von Wolfach im Ortenaukreis (Baden-Württemberg).
Die nicht mehr genau lokalisierbare Burg der Herren von Gippichen (1268 bis 1488),  Ministeriale der Herren von Wolfach und spätere Vasallen der Fürstenberger, war 1391 je zur Hälfte Lehen von Fürstenberg und von Geroldseck. Die Burg wird an der Stelle des Abrahamshofes vermutet und wurde 1493 (zerstört) bereits als Burgstall genannt.